# 춤폰주
춤폰주(태국어: ชุมพร)는 태국 남부의 주(창왓)의 하나로 타이만 연안에 있다. 이웃한 주는 북쪽부터 시계 방향으로 쁘라추압키리칸 주, 수랏타니 주, 라농 주이다. 서쪽은 미얀마와 접한다.

## 어원
춤폰의 이름의 기원에는 두 가지 다른 이론이 있다. 하나는 '군사가 모인 곳'을 의미하는 'Chumnumporn'에서 기원한다는 것으로 춤폰이 버마와의 국경 도시였던 것과 관련이 있다. 다른 이름은 주에서 많이 발견되는 'Maduea Chumphon'이라는 이름의 나무에서 유래한다는 것이다. 이 나무는 이러한 이유로 주장(州章)에도 묘사되어 있다.

## 지리
춤폰은 말레이 반도와 태국 본토를 연결하는 좁은 육교인 끄라 지협에 위치한다. 서쪽에는 푸껫 산맥의 언덕이 있고 북쪽의 테나시림 구릉으로 연결되며 동쪽의 타이만에 면한 곳은 더 평평하다. 주요 강인 랑수안 강은 파또 군에서 발원한다.

## 역사
주의 남부는 원래 랑수안이라는 이름의 분리된 주였다. 이곳은 1932년에 춤폰으로 편입되었다.
1989년 11월에 태풍 가이가 주를 덮쳐 529명이 사망하고 16만 명이 집을 잃었으며, 7,130km2의 농지가 파괴되었다.

## 행정 구역
주에는 8개의 암프(군)와 더 세부 행정구역인 70개의 땀본 그리고 674개의 무반 (행정 구역)이 있다.
1. 므앙춤폰군
2. 타새군
3. 빠티오군
4. 랑수안군
5. 라매군
6. 파또군
7. 사위군
8. 퉁따꼬군